# Akshay Khanna
Ne doit pas être confondu avec l'acteur indien Akshaye Khanna.
Pour les articles homonymes, voir Khanna.
Akshay Khanna est un acteur britannique. Il a notamment joué dans les films My Dear F***ing Prince et Polite Society (tous deux de 2023). À la télévision, il est connu pour ses rôles dans la série Chloe (2022) de BBC One et dans la série The Doll Factory (2023) de Paramount+.
En 2018, Khanna est diplômé d'un baccalauréat en sciences économiques et de gestion de l'Université de Bristol. Il a ensuite suivi un cours de théâtre professionnel à la Bristol Old Vic Theatre School.

## Carrière
Après avoir terminé ses études d'art dramatique, Khanna est apparu dans les productions du Greenwich Theatre de The Wolves of Willoughby Chase et The Secret Love Life of Ophelia. Khanna a fait ses débuts à la télévision en 2021 dans des épisodes des drames policiers d'ITV Grace et Grantchester. Il a également travaillé avec Big Finish Productions sur des drames audio de Doctor Who.
En 2022, Khanna a eu son premier rôle important à la télévision lorsqu'il incarne Anish dans la mini-série à suspense Chloe de BBC One et Amazon Prime,. Il a joué aux côtés de Harry Lloyd dans The Narcissist au Chichester Festival Theatre. L'année suivante, Khanna a fait ses débuts au cinéma dans la comédie d'action Polite Society dans le rôle de Salim, et dans l'adaptation cinématographique d'Amazon Prime de Red, White & Royal Blue. Toujours en 2023, Khanna a interprété une version romancée du peintre préraphaélite Dante Gabriel Rossetti dans le drame gothique de Paramount+ The Doll Factory.
L'année suivante, Khanna a joué le rôle de SC Zil Ahmed aux côtés de Simone Kessell dans le drame policierde Stan Critical Incident, pour lequel il a adopté un accent australien. Il a des rôles à venir dans le film Row avec Sophie Skelton et Bella Dayne  et la série Apple TV+ Murderbot.

## Filmographie

### Film
| Année   | Titre                         | Rôle             | Notes       |
| ------- | ----------------------------- | ---------------- | ----------- |
| 2023    | Polite Society                | Salim            |             |
| 2023    | Red, White & Royal Blue       | Shaan Srivistava | Amazon film |
| À venir | Row                           | Daniel           |             |
| 2024    | Touch - Nos étreintes passées | Phillip          |             |

### Télévision
| Année | Titre             | Rôle                                  | Notes                  |
| ----- | ----------------- | ------------------------------------- | ---------------------- |
| 2021  | Grace             | Josh Sayed                            | Episode: "Dead Simple" |
| 2021  | Grantchester      | Josh                                  | 1 épisode              |
| 2022  | Chloe             | Anish                                 | Miniséries             |
| 2023  | The Doll Factory  | Rossetti                              | Rôle principal         |
| 2024  | Critical Incident | Senior Constable Zilficar 'Zil' Ahmed | Rôle principal         |
| 2025  | Murderbot         | Ratthi                                | Rôle principal         |

### Jeux vidéo
| Année | Titre                | Rôle                 |
| ----- | -------------------- | -------------------- |
| 2020  | Unknown 9: Awakening | Azad                 |
| 2023  | Diablo IV            | Voix supplémentaires |

## Théâtre
| Year | Title                           | Role          | Notes                       |
| ---- | ------------------------------- | ------------- | --------------------------- |
| 2020 | The Wolves of Willoughby Chase  | James / Simon | Greenwich Theatre           |
| 2020 | The Secret Love Life of Ophelia | Hamlet        | Greenwich Theatre           |
| 2022 | The Narcissist                  | Aide          | Chichester Festival Theatre |

## Audio
| Year | Title                                           | Role                     | Notes                  |
| ---- | ----------------------------------------------- | ------------------------ | ---------------------- |
| 2021 | The Ninth Doctor Adventures: Planet of the Dead | Sacristan Hinge          | Big Finish Productions |
| 2022 | Doctor Who Unbound: Time Killers                | Riffort                  | Big Finish Productions |
| 2023 | The Eighth of March: A Ghost of Alchemy         | Doctor Rushton / Officer | Big Finish Productions |
| 2023 | Rose Tyler: The Good Samaritan                  | Rohan                    | Big Finish Productions |